# Bomolochidae
Bomolochidae – rodzina widłonogów z rzędu Cyclopoida. Nazwa naukowa została po raz pierwszy opublikowana w 1875 przez Carla Clausa.

## Podział systematyczny
Do rodziny Bomolochidae należą następujące rodzaje:
- Acanthocolax Vervoort, 1969
- Acantholochus Cressey, 1984
- Anomalocolax Izawa, 2023 – jedynym przedstawicielem jest Anomalocolax nemipteri Izawa, 2023
- Bomolochus Nordmann, 1832
- Boylea Cressey, 1977
- Ceratocolax Vervoort, 1965
- Cresseyus Ho & Lin, 2006
- Dicrobomolochus Vervoort, 1969 – jedynym przedstawicielem jest Dicrobomolochus eminens (Wilson C.B., 1911)
- Hamaticolax Ho & Lin, 2006
- Holobomolochus Vervoort, 1969
- Holocolax Cressey, 1982
- Megacolax Izawa, 2021 – jedynym przedstawicielem jest Megacolax insolitus (Ho & Lin, 2003) Izawa, 2021
- Naricolax Ho, Do & Kasahara, 1983
- Neobomolochus Cressey, 1981 – jedynym przedstawicielem jest Neobomolochus elongatus Cressey, 1981
- Nothobomolochus Vervoort, 1962
- Orbitacolax Shen, 1957
- Parahamaticolax Izawa, 2022 – jedynym przedstawicielem jest Parahamaticolax ezoisoainame Izawa, 2022
- Paraorbitacolax Izawa, 2021 – jedynym przedstawicielem jest Paraorbitacolax sphyraenae Izawa, 2021
- Pseudoeucanthus Brian, 1906
- Pseudorbitacolax Pillai, 1971
- Pumiliopes Shen, 1957
- Pumiliopsis Pillai, 1967
- Tegobomolochus Izawa, 1976 – jedynym przedstawicielem jest Tegobomolochus nasicola Izawa, 1986
- Triceracolax Izawa, 2021
- Unicolax Cressey & Cressey, 1980